# Kacem Bennaceur
Kacem Bennaceur (ur. 12 lipca 1977 roku) – tunezyjski sędzia piłkarski.
Sędzia międzynarodowy FIFA od 2004 roku.

## Turnieje międzynarodowe
- Puchar Narodów Afryki (2008)